# Thủy điện Nhạn Hạc
Thủy điện Nhạn Hạc là thủy điện xây dựng trên dòng sông Quàng tại vùng đất xã Mường Nọc huyện Quế Phong tỉnh Nghệ An, Việt Nam .
Thủy điện Nhạn Hạc nằm trong cụm 3 thủy điện ở huyện Quế Phong với thủy điện Bản Cốc và thủy điện Sao Va . Ban đầu dự án thủy điện này có công suất 45 MW, khởi công lần đầu năm 2005 cùng trong cụm 3 thủy điện, sau đó lại khởi công tháng 08/2010 .
Năm 2015 chủ đầu tư mới đã đưa ra quy mô và tiến độ mới là có công suất 59 MW với hai bậc, 4 tổ máy, sản lượng điện hàng năm 206,1 triệu KWh, khởi công tháng 11/2015, dự kiến hoàn thành quý III/2018. Thực tế thuủy điện hoàn thành tháng 10/2018, và làm lễ khánh thành ngày 23/11/2018.

## Tác động môi trường dân sinh
Đầu năm 2016 công trường thi công khi chưa di dời giải phóng mặt bằng đã nổ mìn lớn gây nguy hiểm cho cư dân địa phương, dẫn đến bức xúc của các hộ dân .